# ノーマン・ハンター
ノーマン・ハンター（Norman Hunter, 1943年10月29日 - 2020年4月17日）は、イングランド出身の元サッカー選手、指導者。
1966 FIFAワールドカップの優勝メンバーであり、優勝メダルを2009年に受け取った。フットボールリーグの名選手100人の1人に選ばれており、プレイスタイルから「Bites Yer Legs（お前の脚に噛みつくぞ）」というニックネームで親しまれた。これは1972年のFAカップ決勝でリーズのファンが「Norman bites yer legs」と書かれたバナーを掲げたことに由来しており、ブライアン・クラフが試合前の討論番組でよく引用したことから広く知られるようになった。

## クラブ経歴
ハンターは電気技師の道を捨て、15歳でリーズ・ユナイテッドに加入した。1962年にトップチームデビューを飾り、ジャック・チャールトンとペアを組んだが、この二人の組み合わせは10年続くことになった。
1963-64シーズンにディビジョン2で優勝し、翌シーズンはリーグとFAカップのタイトルに手を掛けたが、リーグでは得点率でマンチェスター・ユナイテッドに届かず、FAカップ決勝ではリヴァプールに1-2で敗れた。
1968年にリーグカップ、1968年と1971年にはフェアーズカップで優勝し、1968-69にはリーグタイトルを獲得した。
1972年にFAカップを制したが、アラン・クラークのゴールシーンを写した写真にはゴールとは反対側のピッチで飛び跳ねて全身で喜びを表現したハンターが写っている。試合終了後には自身のメダルを受け取る際と肘の脱臼で治療を受けていたチームメイトのミック・ジョーンズをサポートスするために2度貴賓席への階段を上った。
1973年にはFAカップとUEFAカップウィナーズカップで決勝に進出したが、FAカップはサンダランドに敗れ、カップウィナーズカップはACミランに敗れた。このカップウィナーズカップの試合はデジュー・ソルティによりイタリアのクラブが関与した一連の八百長疑惑の試合の一つとなっている。ハンターはこの試合では報復行為により退場処分を受けた。
1974年には1973-74シーズンより始まったPFA年間最優秀選手賞の初代受賞者となった。
翌シーズンからは新たにゴードン・マックイーンとセンターバックのペアを組んだ。リーズは29試合無敗で首位を快走し、UEFAチャンピオンズカップでも決勝に進出したが、0-2でバイエルン・ミュンヘンに敗れた。
リーズではリーグ戦で540試合に出場したハンターは、1976年に40,000ポンドの移籍金でブリストル・シティに移籍し、3シーズンでリーグ戦108試合に出場し、4ゴールを挙げた。ブリストル・シティでの最後の対戦相手はリーズであった。
1979年にバーンズリーに加入し、1983年に現役を引退するまでリーグ戦で31試合に出場した。

## 代表経歴
1965年にイングランド代表にデビューしたが、ジャック・チャールトンとボビー・ムーアがセンターバックのレギュラーを務めており、ハンターの代表でのキャリアは最終的に28キャップとなっている。優勝した1966 FIFAワールドカップのメンバーにも選ばれているが、出場機会はなかった。
UEFA欧州選手権1968では予選準決勝のスペイン代表戦で決勝ゴールを挙げ、敗れた準決勝のユーゴスラビア代表戦とソビエト連邦代表戦の2試合にもスターティングメンバーとして出場し、3位に入った。1969-70シーズンは怪我のためにシーズンの終盤を欠場したが、アルフ・ラムゼイは1970 FIFAワールドカップのメンバーにハンターを選んだ。しかし、出場機会は試合終盤に交代で出場した決勝トーナメントの西ドイツ代表戦の1試合であった。
1973年に行われた1974 FIFAワールドカップ予選最終戦のポーランド代表戦では勝利が必要とされる試合であった。0-0の状況の時にタックルをしてハンターがボールを奪ったが、ボールに乗り上がりボールを奪われ、すぐにカウンターを仕掛けたポーランド代表に先制ゴールを奪われてしまった。アラン・クラークのPKによるゴールで同点には追いついたが追加点は奪えず1-1の引き分けに終わり、イングランド代表はワールドカップの出場を逃す結果となった。
同じ年の6月6日に行われたポーランド代表戦ではハロルド・シェパードソンとボビー・ムーアがペアを組んだためハンターはピッチから追いやられたが、ムーアがハンターと似たようなミスを犯し、0-2で敗れている。

## 監督経歴
1980年9月16日にリーズ・ユナイテッドの監督に就任したアラン・クラークの後任としてバーンズリーの監督に就任した。最初のシーズンはクラブを3部から2部へと引き上げ、翌シーズンも2月までは昇格を狙える順位であったが、その後失速し、最終的に6位でシーズンを終えた。翌1982-83シーズンはリーグ戦では11位であったが、FAカップでは6回戦に進出した。翌シーズンも好スタートを切ったが好調は続かず、14位に位置していた1984年2月8日にハンターは監督を解任された。それから1週間後にウェスト・ブロムウィッチ・アルビオンのトップチームのコーチに就任し、1985年6月まで務めた。
ロザラム・ユナイテッドの監督に就任したが、バーンズリーのように早期に結果を出すことはできず、1987年12月9日に監督を解任された。
ハンターの監督として最後の仕事はリーズ・ユナイテッドの暫定監督のポストであり、かつてのチームメイトであるビリー・ブレムナーが解任された後の1988年9月と10月に監督を務めた。3試合指揮を執った後にハワード・ウィルキンソンが正式な監督に就任することが決まり、ハンターの役目は終了した。1989年にはブラッドフォード・シティのコーチに就いたが、1999年2月に解任となった。

## その他の活動
1993年から地方のラジオ局でリーズの試合の解説を担当していた。
1998年にフットボールリーグはリーグの名選手100人を選出し、ハンターも選ばれた。
2004年には自叙伝『Biting Talk』を出版した。
1968年6月11日に妻のスーザンと結婚し、息子と娘の2人の子どもがおり、2人の孫もいる。
1966 FIFAワールドカップでは優勝のメダルを受け取ることができたのは試合終了時にピッチに立っていた11人の選手だけであったが、FAがFIFAに働き掛けた結果、メンバー全員にメダルが贈られることになり、2009年6月10日にダウニング街10番地で当時の首相ゴードン・ブラウンより贈呈された。
2009年にはブライアン・クラフのリーズ・ユナイテッドでの44日間に焦点を当てた映画『くたばれ!ユナイテッド -サッカー万歳!-』が公開され、ハンター役はマーク・キャメロンが演じた。
1993年にはビーチウッド小学校で子どもたちにサッカーを教えた。
ハンターのニックネームである「Bites yer legs」はハンターのタックルを仕掛ける際の脚の強靱を由来としている。クラブのトレイナーであったレズ・コッカーはハンター自身が骨折したと知らせを受けた時には「誰の脚が折れたって?」と聞き返した。

## 死去
2020年4月17日、新型コロナウイルス感染症のため死去。76歳没。